# Pribava
Pribava je naseljeno mjesto u sastavu općine Gračanica, Federacija Bosne i Hercegovine, BiH.

## Stanovništvo
| Pribava            |                |
| godina popisa      | 1991.          |
| Muslimani          | 1560 (92,74 %) |
| Srbi               | 70 (4,16 %)    |
| Hrvati             | 2 (0,11 %)     |
| Jugoslaveni        | 36 (2,14 %)    |
| ostali i nepoznato | 14 (0,83 %)    |
| ukupno             | 1682           |

Pribava, kao samostalno naseljeno mjesto, postoji od popisa 1991. godine.